# Varicorhinus lufupensis
Varicorhinus lufupensis är en fiskart som beskrevs av John Banister och Bailey, 1979. Varicorhinus lufupensis ingår i släktet Varicorhinus och familjen karpfiskar. IUCN kategoriserar arten globalt som otillräckligt studerad. Inga underarter finns listade i Catalogue of Life.